# María Sabina
María Sabina Magdalena García (Huautla de Jiménez, Oaxaca, 22 de julio de 1894, - 23 de noviembre de 1985) fue una curandera mexicana y chamana mazateca del estado de Oaxaca.
Fue convertida en una celebridad nacional e internacional, sobre todo entre las personas que pugnan por el uso legal y abierto de sustancias psicoactivas, luego de que sus conocimientos tradicionales sobre el uso ceremonial y curativo de los hongos alucinógenos fueran difundidos por el banquero y micólogo amateur Robert Gordon Wasson. La curandera llamaba "niños santos" a estos hongos que crecían en la región oaxaqueña.

## Biografía
María Sabina fue una indígena mazateca nacida en 1894 en la población de Huautla de Jiménez ubicada en la sierra mazateca a una distancia de 254 kilómetros de la capital del estado de Oaxaca. Sus padres se llamaban María Concepción y Crisanto Feliciano. Su padre, que era agricultor, murió cuando María Sabina tenía tres años, por lo que junto con su madre y su hermana María Ana, dos años menor que ella, fueron a vivir al lado de sus abuelos maternos de nombres Manuel Cosme y María Estefanía, quienes se dedicaban a la cría del gusano de seda y la agricultura tradicional. Durante su niñez María Sabina vivió en extrema pobreza y en condiciones de desnutrición. No recibió educación formal y se dedicó a realizar las actividades agrícolas y de cría de ganado que le encomendaban sus abuelos.
Fue dada en matrimonio a Serapio Martínez a sus 14 años, naciendo su primer hijo un año después y quedando temporalmente sola cuando su esposo se unió a las huestes revolucionarias. Su esposo regresó al cabo de un par de años. Con él tuvo dos hijos más para luego quedar viuda en 1914.

### Experiencia con los hongos
María contaría a Álvaro Estrada haber tenido por parte de su padre ascendientes que practicaban la ceremonia con los hongos. Dichos ascendientes eran considerados chamanes u “hombres sabios” (chotá-a t chi-née, en mazateco). Se dice que ellos intentaron obstruir la muerte de su padre, quien era víctima de una supuesta maldición desde antes del nacimiento de María.
Su primer contacto directo con la ingesta ritual de hongos, lo tuvo entre los cinco y siete años durante una ceremonia celebrada en su casa para tratar de sanar a uno de sus tíos. Aunque en aquella ocasión no los ingirió, ahora tenía conocimiento de éstos. Así, mientras estaba en el cerro cuidando a los animales de sus abuelos, encontró algunos hongos similares a los que había visto durante la ceremonia, por lo cual, decidió consumirlos junto con su hermana, teniendo así su primera experiencia extática.
Posteriormente, durante su segundo matrimonio, María fue blanco de maltratos por parte de su nuevo esposo; un supuesto brujo llamado Marcial. Sin embargo, se cuenta que Marcial, al sospechar que María le comenzaba a superar en poder y conocimientos, empezó a arremeter con golpes hacia ella. Sabina estaba convencida de que pudo soportar estas agresiones gracias a la fuerza de los sagrados hongos. No fue sino hasta que Marcial se hizo de una amante, cuando sus días terminaron a manos de los hijos de María, los cuales, al contemplar la traición, lo mataron a golpes. Así Sabina quedaba nuevamente viuda, no obstante, ahora creía poseer el conocimiento para defenderse.
Lo más acertado que Sabina logró predecir fue la muerte de un exalcalde de Huautla llamado Erasto Pineda, muerto de un tiro por la espalda. Este hecho en la historia de Sabina, alimentó entre sus seguidores la creencia de que ingerir hongos facilitaba la aparición de fenómenos paranormales como la clarividencia.

## La visita de Gordon Wasson
En 1952, un banquero estadounidense aficionado a la micología llamado Robert Gordon Wasson, encontró un reportaje de Robert Graves, publicado en el periódico Ciba de Nueva York, sobre el uso de hongos en México. Según este texto, los frailes que llegaron durante la conquista de México, habían dejado testimonio del cómo estos hongos se ingerían durante cultos ancestrales. Esto interesó a Robert Gordon Wasson, quien desde 1927 realizaba estudios sobre el uso de los hongos en diferentes culturas. En 1955, en compañía de su esposa Valentina Pavlovna, realizó un viaje a la sierra Mazateca, donde luego de varias negociaciones, es recibido por María Sabina quien realiza con ellos una vigilia nocturna, enseñándoles parte del uso y proporcionándoles muestras de los hongos. Durante varios días, grabaron pláticas en cintas magnetofónicas, las cuales fueron transcritas a un sistema fonético de escritura y traducidas al español e inglés. También tomaron fotografías de las ceremonias con luces estroboscópicas. El 13 de mayo de 1957, la revista Life publicó un extenso artículo ilustrado de Robert Gordon Wasson en el cual describe las veladas con hongos con María Sabina. Esto dio lugar a que un gran número de personas se aventuraron a las regiones montañosas y boscosas de México, con el fin de descubrir por sí mismos las setas con poderes visionarios.
Quince años después, en 1968, Robert Gordon Wasson publicó el libro El hongo maravilloso: Teonanácatl Micolatría en Mesoamérica, donde expone al público estadounidense el ritual y uso de los “niños” en la cultura Mazateca. Como el pivote del libro era María Sabina, ésta recibió una fenomenal publicidad en la época de apogeo de la cultura hippie estadounidense, que entre otras cosas, se caracterizaba por el uso de sustancias alucinógenas. Este libro marca un vuelco en la vida de María Sabina quien empieza a recibir la visita de personas ajenas a su comunidad, tanto de mexicanos como extranjeros, muchos de los cuales viajan en la búsqueda de una experiencia psicodélica con los hongos, y algunos otros como parte de un trabajo de investigación.
En parte, esto proporcionó una cierta estabilidad económica a María Sabina. Sin embargo, ella fue acusada por miembros de su comunidad de lucrar con la cultura de su pueblo. Además, el mal uso de sus conocimientos por parte de muchos de sus visitantes la llevó a considerar como un error el darlos a conocer, ya que los extranjeros, la mayoría de las veces, sólo buscaban diversión.
En 1986, se publica un reportaje titulado “María Sabina de Huautla ¿Isis sin velo?”, de Ramón Méndez Estrada, donde se describe otra parte de la vida de María Sabina, en especial de sus últimos meses. Según la entrevista, el reportero comentó: «La última vez que vi a María Sabina, en septiembre de 1984, unos catorce meses antes de su muerte, la vi muy cansada, muy pequeñita; estaba impaciente, no quería conversar. Iba y venía continuamente por la habitación; estaba cansada, creo yo, que de escuchar las mismas preguntas de curiosos impertinentes por treinta años consecutivos, y de tener que defender sus mismas respuestas milenarias». Con la difusión por parte de Wasson, logró entre muchas cosas, mandar a una gran cantidad de visitantes hacia Huautla. A algunos solo los movía el deseo de alguna aventura psicodélica, faltando al respeto a esta forma de proyección espiritual. Sabina, molesta por la falta de respeto, expresó: «Mucha gente se aprovechó de mí. Recuerdo aquella vez cuando volvió a llegar Wasson; me regaló un disco en el que venían mis cantos. Le pregunté cómo le había hecho, nunca imaginé oírme a mí misma. Estaba disgustada porque en ningún momento le había autorizado a Wasson que robara mis cantos. Mucho tiempo anduve llorando por esto y el insomnio no me dejaba dormir». Al inicio de la década de los sesenta los hongos se había convertido en una droga narcótica, lo que le causó una persecución policíaca. Llegaron hasta su casa agentes federales, esculcaron su vivienda y a ella se la llevaron en un automóvil con todo lo que habían encontrado en su choza, aunque fue inmediatamente puesta en libertad. María Sabina le dijo al presidente municipal (en ese entonces Genaro Teran): «Tú sabes que nuestra gente no usa el tabaco que ese desdichado afirma que yo vendo. Me acusa de traer gringos a mi casa, ellos llegan a buscarme, me toman fotografías, platican conmigo, me hacen preguntas, las mismas que ya he respondido muchas veces… y se van después de tomar parte en una velada». Por último ella decía que la fuerza de los “niños santos” había disminuido ya que se les había tomado, literalmente, como un juego, por lo cual, ella sería la que pagaría. Creía que se había quedado con todas las enfermedades que curó y que fue el costo por su don. 
María Sabina murió en 1985 en una condición económica de pobreza, ya que no tenía ningún sistema de cobro establecido por sus servicios. Solo recibía de sus pacientes lo que estos querían darle.

## Legado
El legado de María Sabina no solo perdura a través de su historia, sino también gracias al trabajo de su bisnieto Berna, quien actualmente sigue practicando la medicina tradicional basada en los hongos sagrados. El ha dedicado su vida a preservar las enseñanzas de su bisabuela y a continuar la tradición chamánica que ella popularizó.
Cada año, Berna organiza un festival en Huautla para conmemorar la vida y obra de María Sabina. Este evento no solo celebra su memoria, sino que también busca mantener vivo su legado, reuniendo a la comunidad y a visitantes de todo el mundo interesados en la cultura mazateca y en las propiedades curativas y espirituales de los hongos. Durante el festival, se realizan ceremonias, charlas y actividades culturales que destacan la importancia de la medicina tradicional y la sabiduría ancestral de los pueblos indígenas.
Gracias a sus esfuerzos, el legado de María Sabina sigue vigente, recordándonos el poder sanador de la naturaleza y la riqueza de las tradiciones indígenas de México.